# دانيال تسيغلر
دانيال تسيغلر (بالإنجليزية: Daniel Ziegler)‏ هو عالم حيوانات وعالم حشرات أمريكي، ولد في 11 يونيو 1804 في ريدينغ في الولايات المتحدة، وتوفي في 23 مايو 1876 في يورك في الولايات المتحدة.